# Jennifer Tin Lay
Jennifer Tin Lay (birm. ဂျနီဖာတင်လေး; ur. 23 października 1949 w Pathein) – birmańska lekkoatletka, specjalizująca się w pchnięciu kulą i rzucie dyskiem.

## Lata młodości
Tin Lay urodziła się 23 października 1949 w Pathein. Jej ojciec był marynarzem, a matka miała niemieckie pochodzenie. W młodości trenowała golf (od ósmego roku życia), siatkówkę, koszykówkę, softball, skok wzwyż i bieg na 100 m.

## Kariera
Jest jednym z najbardziej utytułowanych lekkoatletów w historii igrzysk Azji Południowo-Wschodniej (stan na 2014) – w latach 1967–1983 zdobyła 15 złotych medali na 9 edycjach tej imprezy (9 w pchnięciu kulą i 6 w rzucie dyskiem). W 1967 triumfowała w pchnięciu kulą z wynikiem 12,11 m. W 1969 powtórzyła to osiągnięcie, uzyskując wynik 13,22 m. W 1971 ponownie wygrała w pchnięciu kulą z rezultatem 14,21 m. W 1973 zwyciężyła w pchnięciu kulą z wynikiem 13,74 m i rzucie dyskiem z rezultatem 41,60 m. W 1975 została mistrzynią w pchnięciu kulą z wynikiem 12,98 m i rzucie dyskiem z wynikiem 43,66 m. W 1977 triumfowała w pchnięciu kulą z rezultatem 13,45 m i rzucie dyskiem z rezultatem 44,84 m. W 1979 wygrała w pchnięciu kulą z wynikiem 13,84 m i rzucie dyskiem z wynikiem 47,20 m (ówczesny rekord igrzysk Azji Południowo-Wschodniej, za który otrzymała nagrodę "Best Performer"). W 1981 ponownie zwyciężyła w obu konkurencjach, uzyskując 13,77 m w pchnięciu kulą i 45,88 m w rzucie dyskiem. W 1983 po raz kolejny została mistrzynią w obu konkurencjach, uzyskując 13,17 m w pchnięciu kulą i 43,42 m w rzucie dyskiem.

## Rekordy życiowe
Na podstawie IAAF (iaaf.org):
- pchnięcie kulą – 14,38 m ( Rangun, 3 lutego 1973), rekord Mjanmy[9]

## Losy po zakończeniu kariery
Po zakończeniu kariery została nauczycielką wychowania fizycznego.

## Literatura dodatkowa
- Jennifer berazam ragut emas lagi. „Berita Harian”, 1983-05-21. (malajski).brak numeru strony